# جون إل. كوتر
جون إل. كوتر (بالإنجليزية: John L. Cotter)‏ هو عالم إنسان أمريكي، ولد في 6 ديسمبر 1911 في دنفر في الولايات المتحدة، وتوفي في 5 فبراير 1999.